# AZS Gdańsk (klub rugby)
AZS Gdańsk AZS Politechnika Gdańsk – klub rugby union z siedzibą w Gdańsku działający w latach 1956–1961. Klub powstał w styczniu 1956. Założycielem, a później trenerem i kierownikiem drużyny, był Eugeniusz Rogotka. Drużyna w 1958 zdobyła tytuł wicemistrza Polski seniorów. Sekcję rozwiązano w marcu 1961 (przed startem ligi) po odejściu najlepszych zawodników do Lechii Gdańsk. Były zarzuty o kaperowaniu zawodników przez Lechię, jednakże komisja Polskiego Związku Rugby badającą tę sprawę ich nie potwierdziła. W latach 1963 i 1964 podejmowane były próby reaktywacji zespołu.

## Historia

### Początki rugby w Polsce
Rugby w Polsce pojawiło się w latach 20. XX wieku wraz z repatriantami i misją wojskową z Francji. Wówczas został założony pierwszy klub Orzeł Biały w Warszawie. Pierwszy mecz w Polsce zagrano we Lwowie. W tym spotkaniu wystąpiły dwie piętnastki Orła Białego. Po kilku latach trudności organizacyjne spowodowały likwidację drużyny i zaprzestano gry w rugby w Polsce.
Odrodzenie rugby w Polsce nastąpiło na początku lat 50. Jednym ze środowisk, w których rugby rozwinęło się najszybciej, był Gdańsk. Dwiema pierwszymi drużynami w Gdańsku były AZS Politechnika oraz uczniowie Technikum Wychowania Fizycznego (późniejsza Lechia Gdańsk).
Zainteresowanie rugby w Polsce spowodowało, że we wrześniu 1955 zgłoszono rejestrację nowej dyscypliny sportu do GKKF. Oficjalna rejestracja nastąpiła rozporządzeniem ministra sportu z 14 grudnia 1955. Tym samym powstał Komitet Organizacji Polskiego Związku Rugby. Utworzenie związku spowodowało, że możliwa stała się rejestracja drużyn. Pierwszą oficjalną drużyną w Gdańsku była sekcja rugby AZS Politechnika Gdańska.

### Formowanie się rozgrywek rugby w Polsce
Pierwszy oficjalny sezon rugby w Polsce trwał od września do grudnia 1956. Nie było jeszcze rozgrywek centralnych, a tylko 5 rozgrywek okręgowych, które miały być eliminacją do I ligi w następnym sezonie. AZS Politechnika Gdańsk trafił do grupy gdańsko-bydgoskiej, gdzie rywalizował z Lechią Gdańsk, Stalą Gdańsk oraz Goplaną Inowrocław. AZS wygrał te rozgrywki i awansował do I ligi w następnym sezonie.

### Sezon 1957
Rozgrywki ligowe rugbyści AZS-u Gdańsk rozpoczęli od I ligi (wówczas najwyższa i jedyna centralna liga w Polsce). W pierwszym meczu rugbyści AZS Gdańsk zagrali na wyjeździe z Czarnymi Szczecin. Mecz ten został rozegrany 31 marca 1957, wynik na boisku 6:9 (3:3) został potem zweryfikowany na walkower, gdyż w zespole gospodarzy zagrał nieuprawniony zawodnik. W drugim meczu gdańszczanie pokonali Górnika Bytom 18:14 (3:6). Pierwszą porażkę ponieśli w trzeciej kolejce z późniejszym mistrzem AZS-em AWF Warszawa. W czwartej kolejce AZS zremisował 3:3 (3:3) z Górnikiem Kochłowice. W następnych meczach AZS wygrał ze Startem w Łodzi 3:6 (3:3). Mecz w Gdańsku z Górnikiem Katowice nie odbył się ze względu na niestawienie się drużyny gości.
W rundzie rewanżowej AZS Gdańsk najpierw przegrał 0:11 (0:3) w Bytomiu z miejscowym Górnikiem, a następnie zremisował jako gospodarz w Wejherowie z Grochowem Warszawa 9:9. Przegrał na wyjeździe z Górnikiem Kochłowice 5:9 oraz przegrał u siebie z AZS-em AWF Warszawą 0:30, przegrywając do przerwy tylko 0:3. Pozostałe mecze zakończyły się walkowerami na korzyść AZS-u Politechnika Gdańsk.
| Poz. | Zespół                  | Mecze | Punkty | Małe punkty |
| ---- | ----------------------- | ----- | ------ | ----------- |
| 1.   | AZS AWF Warszawa        | 14    | 40     | 265:48      |
| 2.   | Górnik Bytom            | 14    | 31     | 116:76      |
| 3.   | Górnik Kochłowice       | 14    | 31     | 131:122     |
| 4.   | AZS Politechnika Gdańsk | 14    | 30     | 95:115      |
| 5.   | Grochów Warszawa        | 14    | 25     | 109:136     |
| 6.   | Czarni Szczecin         | 14    | 21     | 57:112      |
| 7.   | Start Łódź              | 14    | 12     | 38:120      |
| 8.   | Górnik Katowice         | 14    | 11     | 44:144      |

W lidze okręgowej wystąpiły rezerwy AZS-u Politechnika, które rywalizowały z Lechią Gdańsk, Polonią Gdańsk, Zrywem TWF Gdańsk, Wisłą Bydgoszcz, Goplaną Inowrocław oraz Posnanią Poznań.

### Sezon 1958
W sezonie 1958 po raz pierwszy w I lidze zagrało 10 zespołów, z czego z poprzedniego sezonu 4, natomiast pozostałe 6 z lig okręgowych. AZS w rundzie wiosennej był niepokonany, rozpoczął sezon od 6 zwycięstw z beniaminkami, pokonując kolejno: Posnanię 11:9 (11:6), Lotnika 3:6 (3:0), AZS Szczecin 17:8 (9:5), Włókniarza 6:9 (3:6), AZS Lublin 14:6 (8:3) oraz gdańską Lechię 6:3 (3:3). Mecz z Lechią został potem zweryfikowany jako walkower z powodu udziału nieuprawnionego zawodnika w drużynie Lechii. Mecz z mistrzem Polski AZS-em AWF Warszawa zakończył się zwycięstwem gdańszczan 9:8 (3:0). Drużyna AZS pokonała także Czarnych Bytom 8:6 (8:3). AZS Politechnika nie grał w tej rundzie w Górnikiem Kochłowice, mecz ten odbył się na zakończenie sezonu. W rundę jesienną AZS rozpoczął od porażki 8:6 (3:3) w Poznaniu z miejscową Posnanią. Następnie wygrywał mecze kolejno z Lotnikiem 14:3 (3:3), z Lechią 24:0 (19:0), AZS-em Szczecin 16:0 (3:0), Włókniarzem 18:6 (12:0), Górnikiem 11:3 (11:3), AZS Lublinem 19:3 (6:0). W Warszawie miejscowy AZS pokonał gdańszczan 6:3 (3:3). W przedostatnim meczu AZS pokonał Czarnych 6:3 (0:0). Przed ostatnim zaległym meczem rugbystom z Gdańska wystarczał remis z bonusem w meczu z Górnikiem Kochłowice. AZS przegrał jednak to spotkanie, co spowodowało, że tytuł mistrza obronił AZS AWF Warszawa, natomiast AZS Politechnika Gdańsk zdobył drugie miejsce i swój jedyny medal mistrzostw Polski.
| Poz. | Zespół                  | Mecze | Punkty | Małe punkty |
| ---- | ----------------------- | ----- | ------ | ----------- |
| 1.   | AZS AWF Warszawa        | 18    | 48     | 358:76      |
| 2.   | AZS Politechnika Gdańsk | 18    | 46     | 197:90      |
| 3.   | Czarni Bytom            | 18    | 45     | 295:78      |
| 4.   | Posnania Poznań         | 18    | 40     | 173:201     |
| 5.   | Górnik Kochłowice       | 18    | 38     | 130:111     |
| 6.   | Lotnik Warszawa         | 18    | 31     | 136:164     |
| 7.   | Włókniarz Łódź          | 18    | 30     | 123:215     |
| 8.   | AZS Lublin              | 18    | 28     | 80:245      |
| 9.   | AZS Szczecin            | 18    | 25     | 107:274     |
| 10.  | Lechia Gdańsk           | 18    | 24     | 68:211      |

AZS Gdańsk wygrał klasyfikację czystości gry.

### Sezon 1959
Rozgrywki ligowe 1959 zostały przeprowadzone w dwóch grupach: północnej i południowej. AZS Politechnika zagrał w grupie północnej. Dwie najlepsze drużyny awansowały do grupy finałowej grającej o miejsca 1-4, drużyny z miejsc 3 i 4 grały o miejsca 5-8. Natomiast najsłabsze grały między sobą o miejsce 9.
Rugbyści AZS rozpoczęli sezon od dwóch porażek na wyjeździe z Lechią przegrali 3:8 (0:0) oraz u siebie z AZS-em AWF Warszawa 3:9 (3:3), pozostałe mecze wygrali z Posnanią w Gdańsku 11:6 (0:3) oraz z Pionierem w Szczecinie 12:6 (6:3). W rundzie rewanżowej przegrali z AZS-em AWF Warszawa 13:6 (8:3). Zrewanżowali się Lechii, wygrywając 8:0 (3:0), a następnie wygrali z Pionierem 15:11 (6:11) oraz Posnanią 9:6 (3:6). Dzięki lepszemu bilansowi małych punktów AZS awansował do rundy finałowej.
| Poz. | Zespół                  | Mecze | Punkty | Małe punkty |
| ---- | ----------------------- | ----- | ------ | ----------- |
| 1.   | AZS AWF Warszawa        | 8     | 20     | 114:48      |
| 2.   | AZS Politechnika Gdańsk | 8     | 18     | 67:59       |
| 3.   | Lechia Gdańsk           | 8     | 18     | 36:46       |
| 4.   | Posnania Poznań         | 8     | 16     | 107:40      |
| 5.   | Pionier Szczecin        | 8     | 8      | 28:152      |

W finałach AZS przegrał wszystkie mecze kolejno z: AZS-em Warszawą 6:17 (3:9), Czarnymi Bytom 3:6 (0:6) oraz z Włókniarzem 8:18 (5:0). Ostatecznie AZS Politechnika Gdańsk zajął czwarte miejsce.
| Poz. | Zespół                  | Mecze | Punkty | Małe punkty |
| ---- | ----------------------- | ----- | ------ | ----------- |
| 1.   | Czarni Bytom            | 3     | 8      | 15:3        |
| 2.   | AZS AWF Warszawa        | 3     | 7      | 20:9        |
| 3.   | Włókniarz Łódź          | 3     | 6      | 16:20       |
| 4.   | AZS Politechnika Gdańsk | 3     | 3      | 17:36       |

### Sezon 1960
W 1960 rozgrywki były prowadzone w ten sam sposób, co w roku poprzednim.
Sezon 1960 AZS Gdańsk rozpoczął od porażki u siebie z Lechią 0:6 (0:3), następnie wygrał na wyjeździe z AZS-em AWF Warszawą 9:8 (3:3). W następnym meczu padł remis z Posnanią w Poznaniu 9:9 (3:6). Później AZS Gdańsk wygrywał z Pionierem w Szczecinie 17:14 (17:0). W derbach Gdańska ponownie lepsza była Lechia, która pokonała AZS 11:9 (0:6) AZS przegrał jeszcze z AZS-em AWF Warszawa u siebie 0:5 (0:5). Pozostałe dwa zwycięstwa z Posnanią 11:0 i Pionierem 23:0 nie dały już awansu do grupy finałowej.
| Poz. | Zespół                  | Mecze | Punkty | Małe punkty |
| ---- | ----------------------- | ----- | ------ | ----------- |
| 1.   | Lechia Gdańsk           | 8     | 19     | 62:44       |
| 2.   | AZS AWF Warszawa        | 8     | 18     | 84:63       |
| 3.   | AZS Politechnika Gdańsk | 8     | 17     | 74:53       |
| 4.   | Posnania Poznań         | 8     | 15     | 54:70       |
| 5.   | Pionier Szczecin        | 8     | 11     | 57:101      |

W finałach o miejscach 5-8 odbyły się tylko dwa mecze ze względu na wycofanie się Włókniarza oraz oddanie walkowerem ostatniego meczu przez AZS Gdańsk. W meczu z Posnanią gdańszczanie przegrali 9:22 (6:16), co spowodowało, że ostatecznie zajęli 7. miejsce w lidze.
| Poz. | Zespół                  | Mecze | Punkty | Małe punkty |
| ---- | ----------------------- | ----- | ------ | ----------- |
| 5.   | Lotnik Warszawa         | 3     | 8      | 18:0        |
| 6.   | Posnania Poznań         | 3     | 8      | 31:9        |
| 7.   | AZS Politechnika Gdańsk | 3     | 4      | 18:31       |
| 8.   | Włókniarz Łódź          | 3     | 0      | 0:18        |

### Rozwiązanie klubu i dalsza sytuacja rugby
Przed sezonem 1961 do Lechii przeszło 9 podstawowych zawodników AZS-u Politechnika. Przejście tych zawodników spowodowało zdekompletowanie składu oraz w konsekwencji rozwiązanie sekcji rugby AZS Politechnika Gdańsk. Lechia została oskarżona o kaperowanie zawodników, jednak PZR tych zarzutów nie potwierdził.
Ostatni rok działalności AZS-u Gdańsk zbiegł się z kryzysem tej dyscypliny sportu w Polsce. Rada GKKFiT wydała uchwałę o podziale sportów na lepsze i gorsze. Rugby znalazło się w tej drugiej grupie. W 1961 nie wystartowały AZS Gdańsk, Górnik Kochłowice i Pionier Szczecin. Przybył tylko Rozwój Katowice, który grał jeden sezon. W 1962 nie wystartował Lotnik Warszawa. Natomiast w 1963 w lidze były tylko 4 zespoły. W 1963 Polski Związek Rugby dostał dotację od PKOl-u wystarczająca zaledwie na pokrycie wynajęcia biura.

## Reprezentanci Polski
W AZS-ie Politechnika Gdańsk grało 9 reprezentantów Polski (liczba meczów w reprezentacji jako zawodnicy AZS-u):
- Wiesław Żurawski – 9 meczów
- Tadeusz Jodkowski – 4 mecze
- Ryszard Wojciechowski – 3 mecze
- Leon Dzieruń – 2 mecze
- Maciej Kamiński – 2 mecze
- Henryk Dziokiewicz – 1 mecz
- Henryk Hodiak – 1 mecz
- Andrzej Rydwan-Wiński – 1 mecz
- Janusz Rychławski – 1 mecz

## Sukcesy
- Wicemistrzostwo Polski:  1958